# Гладилін Владислав Миколайович
Владисла́в Микола́йович Глади́лін (11 серпня 1935, Слов'янськ, Сталінська область, УРСР — 15 вересня 2015, Київ, Україна) — український археолог, доктор історичних наук, спеціаліст з археології палеоліту.

## Ранні роки та освіта
Народився 11 серпня 1935 року у Слов'янську в родині журналіста Миколи Миколайовича Гладиліна та його дружини Антоніни Йосипівни. Того ж року родина Гладиліних переїхала до Полтави. У роки німецько-радянської війни Владислав перебував із матір'ю в евакуації в Уральську, Казахстан, а батько брав участь у бойових діях у лавах Червоної армії. Після закінчення Другої світової війни родина оселилася в Києві, де батько працював у газеті «Правда Украины». У 1950—1951 роках родина проживала в Москві, де батько навчався у Вищій партійній школі. У Києві адресою проживання була вул. Льва Толстого, 25. Навчався у середній школі № 21.
У 1954—1959 роках навчався на історичному факультеті Київського державного університету імені Тараса Шевченка. 1957 року як студент брав участь у розкопках Кам'яної Могили під керівництвом Михайла Рудинського.

## Наукова діяльність
Після закінчення навчання працював в Інституті археології АН УРСР. У 1959—1970 роках був старшим лаборантом і молодшим науковим співробітником відділу археології кам'яного віку, а в 1973—1996 роках — завідувачем Археологічного музею інституту. У 1974 році захистив дисертацію на здобуття ступеня кандидата історичних наук «Антоновская мустьерская культура и ее место в раннем палеолите Восточной Европы», а в 1989 році — на здобуття ступеня доктора історичних наук «Проблемы раннего палеолита».
Займався археологічними розкопками пам'яток доби палеоліту на території України. У 1962—1965 роках копав на нижньопалеолітичних стоянках Антонівка I та Антонівка I у Донецькій області. За результатами розкопок написав кандидатську дисертацію і запропонував власну класифікаційну схему раннього та середнього палеоліту, засновану на системі ієрархічних ознак.
У межах своєї наукової діяльності Гладилін припустив, що заселення України відбувалося в добу олдувайської культури як із заходу, через Балкани та Центральну Європу, так і зі сходу — через Кавказ, що суперечило усталеній на той час концепції Сергія Бібікова, згідно з якою заселення відбувалося у мустьєрську епоху зі сходу. З 1969 року Гладилін очолював Закарпатську палеолітичну експедицію. За час роботи експедиції під керівництвом Гладиліна здійснено низку досліджень на Закарпатті, зокрема на верхньопалеолітичних стоянках Берегове, Добросілля, Мужієво, Рокосово, у печері Молочний Камінь поблизу Великої Угольки. У рамках експедиції в 1974 році Гладилін розкопав та дослідив стоянку Королево в Закарпатській області. За результатами досліджень знахідки зі стоянки датували близько 1 млн років тому, що довело припущення Гладиліна про початок залюднення території України. Відкриття стоянки стало сенсаційним у археологічній науці та вплинуло на подальшу розробку наукових питань, пов'язаних із часом та шляхами залюднення Європи, дослідженням нижнього та середнього палеоліту в Європі. На основі досліджень Гладилін 1976 року написав та опублікував одну з основних своїх праць — монографію «Проблемы раннего палеолита Восточной Европы».
До сфери наукових інтересів Владислава Гладиліна також входили питання розвитку первісних технологій виготовлення знарядь праці, взаємодії людини та довкілля за кам'яної доби. В археологічній періодизації палеоліту Гладилін виділив доолдувайську епоху.
З 1999 року — на пенсії. У 2008—2015 роках працював завідувачем кафедри всесвітньої історії та міжнародних відносин Ніжинського державного університету імені Миколи Гоголя.
Помер у Києві 15 вересня 2015 року.

## Основні праці
Написав понад 100 наукових праць. Автор розділів у виданнях «Археологія Української РСР», «Давня історія України» (1997), писав статті в Енциклопедії історії України, Енциклопедії сучасної України.
- Відкриття мустьєрської стоянки (Антонівка) на Донеччині // Археологія. 1966. Т. 20;
- До питання про час і шляхи первісного заселення людиною території України // УІЖ. 1969. № 1;
- Про взаємовідносини людини та природи у первісну епоху // УІЖ. 1971. № 4;
- Проблемы раннего палеолита Восточной Европы. — К., 1976;
- Принципы и критерии локального подразделения раннего палеолита // Первобытная археология — поиски и находки. — К., 1980;
- On the Pre-Oldowan development stage of the Society // Anthropologie. — 1987. — № 25(3);
- Что же такое «техника леваллуа»? // Каменный век: памятники, методика, проблемы. — К., 1989;
- The Korolevo Palaeolithic site: research methods, stratigraphy // Anthropologie. — 1989. — № 27(2/3);
- Ашель Центральной Европы. — К., 1991 (у співавт.);
- Найдавніше населення на території України // Давня історія України. Т. 1. К., 1997.